# Targ rybny Tsukiji

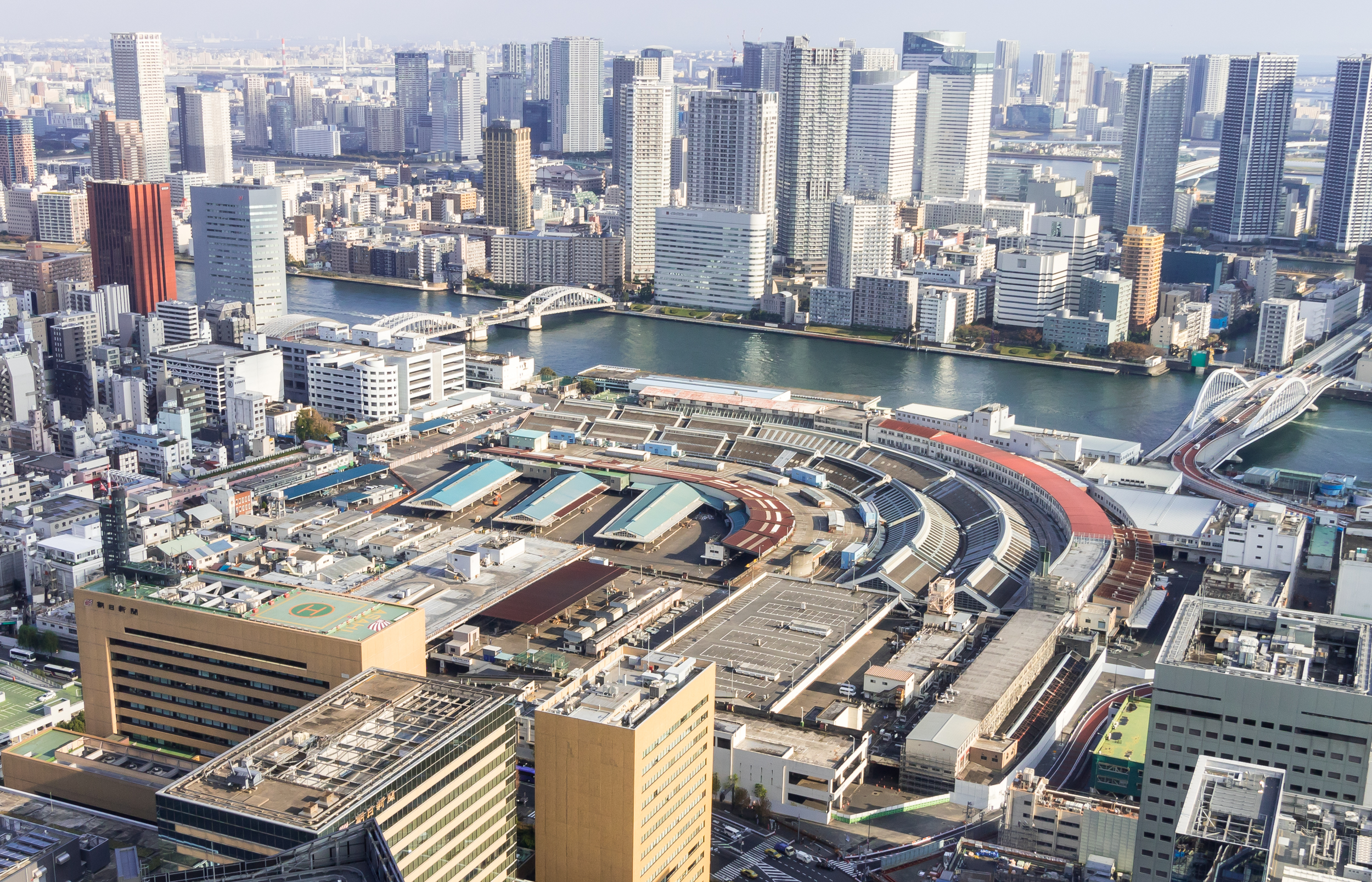
Tsukiji widziane z jednego z wieżowców dzielnicy Shiodome (2018)

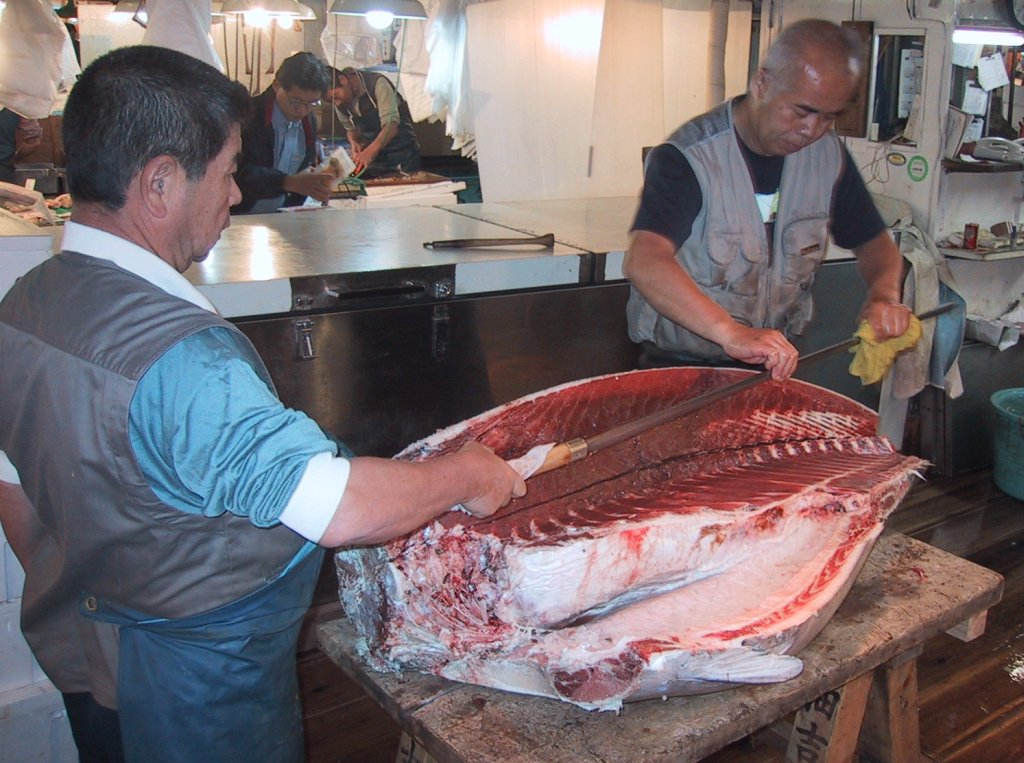
Nóż typu maguro-bōchō w użyciu na targu

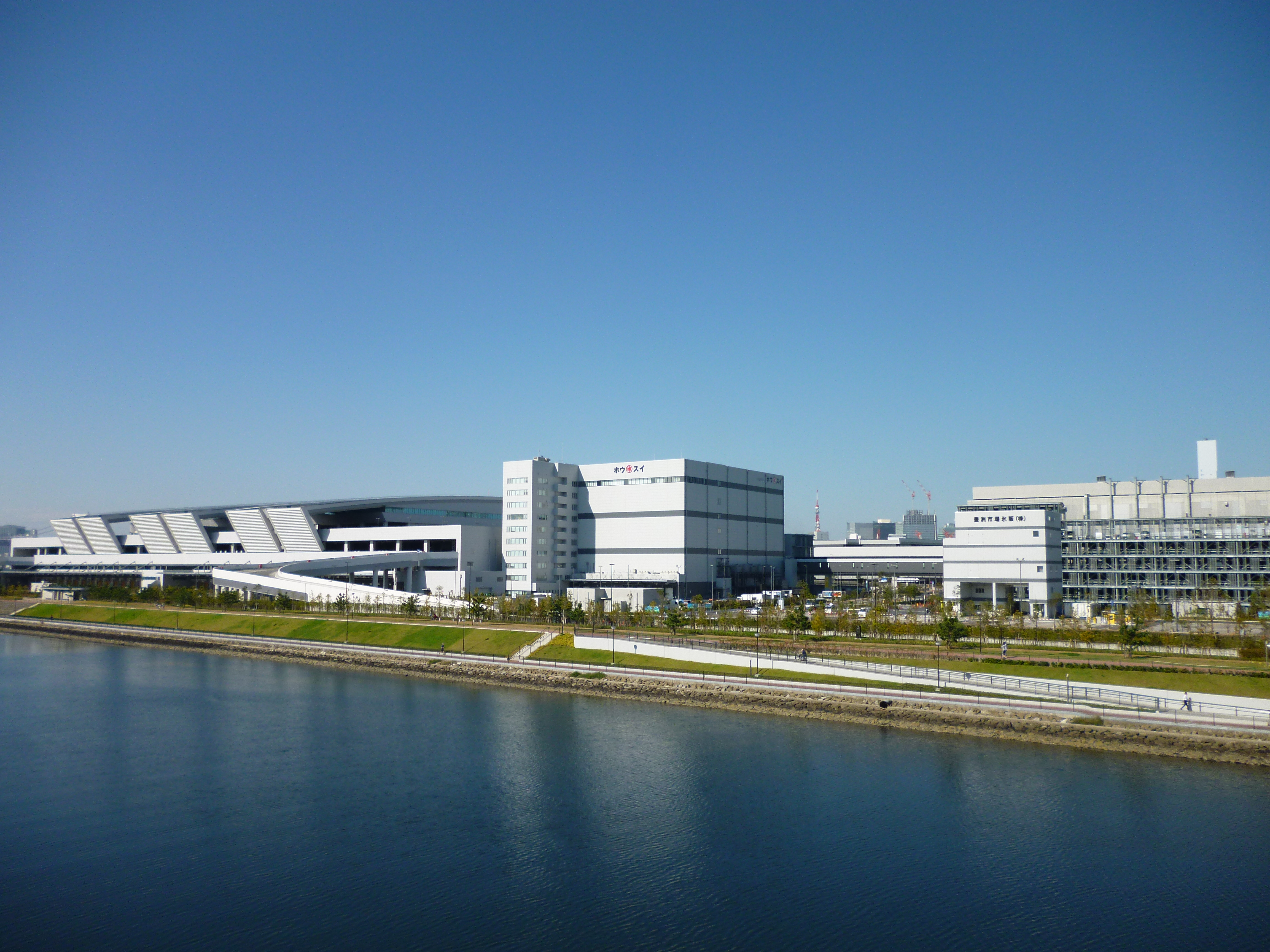
Nowy targ na wyspie Toyosu

Targ rybny Tsukiji (jap. 築地市場 Tsukiji-shijō), właściwie Centralny Tokijski Hurtowy Targ Metropolitalny (jap. 東京都中央卸売市場 Tōkyō-to Chūō Oroshiuri Shijō) – największy hurtowy targ rybny na świecie i zarazem jeden z największych hurtowych targów żywnościowych, na którym sprzedawane były wszelkie rodzaje ryb i inne owoce morza.

## Historia
W 1657 roku Edo (dawniejsze Tokio) zostało zdewastowane w wyniku wielkiego pożaru Meireki (nazwa pochodzi od ery historycznej Meireki, 1655–1658). Rozbudowując miasto siogunat Tokugawów postanowił wypełnić i osuszyć obszar przybrzeżny, korzystając z zaawansowanej inżynierii lądowej. Ziemia została odzyskana z Zatoki Tokijskiej i nazwana Tsukiji (築地), stając się spokojnym miejscem chramów i domów rodzin samurajskich.
W 1923 roku trzęsienie ziemi w Kantō zniszczyło znaczną część centrum Tokio, w tym targ rybny w dzielnicy Nihonbashi, co doprowadziło do przeniesienia go właśnie do Tsukiji, gdzie rozpoczął działalność w 1935 roku.

## Targ w liczbach
Targ rybny w Tsukiji był uważany za największy na świecie hurtowy rynek ryb. Sprzedawał dziennie około 2000 ton owoców morza, od kawioru do ważącego kilkaset kilogramów tuńczyka błękitnopłetwego. Zajmowało się tym około 900 licencjonowanych dealerów i ponad 60 tys. pracowników. W okresie Nowego Roku ceny szły w górę, a aukcje miały dynamiczny charakter. W 2013 roku właściciel Kiyomura Corp. zarządzającej siecią restauracji „Sushi Zenmai” zakupił tuńczyka o wadze 222 kg za rekordową kwotę 155,4 mln jenów (1,76 mln USD).

## Przeniesienie do Toyosu
W dniu 6 października 2018 roku targ rybny Tsukiji został zamknięty i przeniesiony na Toyosu, sztuczną wyspę w Zatoce Tokijskiej. Jednakże nie został zamknięty Zewnętrzny Rynek Tsukiji (Tsukiji Jōgai Shijō) z wieloma sklepami i restauracjami usytuowanymi wzdłuż wąskich uliczek. Jest to dzielnica sąsiadująca z terenem dawnego rynku hurtowego Tsukiji.